# Szałasowy Ołtarz
Szałasowy Ołtarz – polowy ołtarz na Hali Turbacz w Gorcach, stylizowany na wejście do szałasu pasterskiego, związany z osobą Jana Pawła II.

## Historia
Ołtarz powstał w 2003 na miejscu dawnego szałasu pasterskiego, w którym 17 września 1953 Karol Wojtyła, późniejszy papież Jan Paweł II, odprawił mszę świętą dla grupy młodzieży akademickiej, z którą wędrował po Gorcach. Wydarzenie to, tak wspominał prof. Jerzy Janik:

Pewnego wieczoru, późnym latem 17 września 1953 roku, znaleźliśmy się wraz z Wujkiem (jeszcze wtedy nie biskupem) - u podnóża Gorców we wsi Klikuszowa. Wszystkim spodobała się idea nocnego podejścia na Turbacz; była piękna pogoda, noc księżycowa. Podejście (z dyskusją oczywiście) trwało kilka godzin. Wyszliśmy wreszcie na halę przy tak zwanym Czole Turbacza. Stał tam wielki szałas pełen siana. Zanim jednak poszliśmy spać rozpaliliśmy ognisko, coś jedliśmy i śpiewali... Na wycieczkach Wujek odprawiał dla nas Mszę św. Tam pod Turbaczem powiedział: Wiecie co, w Kościele próbują wprowadzić elementy nowej liturgii. Jednym z tych elementów jest pozycja kapłana odprawiającego Mszę św. Ma on mianowicie stać twarzą do wiernych. Zróbmy tak. W drzwiach szałasu umocowaliśmy deskę, dla wzmocnienia konstrukcji, wsunęliśmy kopkę siana. Wujek stanął wewnątrz szałasu, twarzą do nas, przy desce, która stała się ołtarzem a my na zewnątrz szałasu. In nomine Patris... zaczął, oczywiście po łacinie, na zmianę języka trzeba było poczekać jeszcze parę lat. I tak pod szczytem Gorców trwała Najświętsza Ofiara na Chwałę Stwórcy otaczającej nas przyrody. W czasie Mszy św. pojawili się gospodarze z którejś z podgorczańskich wsi dla zebrania siana. Podeszli do naszego szałasu–kościoła i pobożnie uklękli”.

Inicjatorami upamiętnienia miejsca byli Anna i Tadeusz Kochańscy z Krakowa. 
Pierwsza msza św. przy Szałasowym Ołtarzu została odprawiona 13 września 2003., w 50. rocznicę wydarzenia.

## Opis
Ołtarz ma formę drewnianej bramy z zadaszeniem, w której umocowana jest deska. Po jednej stronie ołtarza znajduje głaz, na którym znajduje się kamienna tablica pamiątkowa upamiętniająca wydarzenie. Po drugiej 7-metrowy krzyż, ufundowany w 2005 przez mieszkańców Klikuszowej.
Każdego roku w trzecią niedzielę września o godzinie 9:00, przy ołtarzu odprawiana jest msza św. 

## Galeria

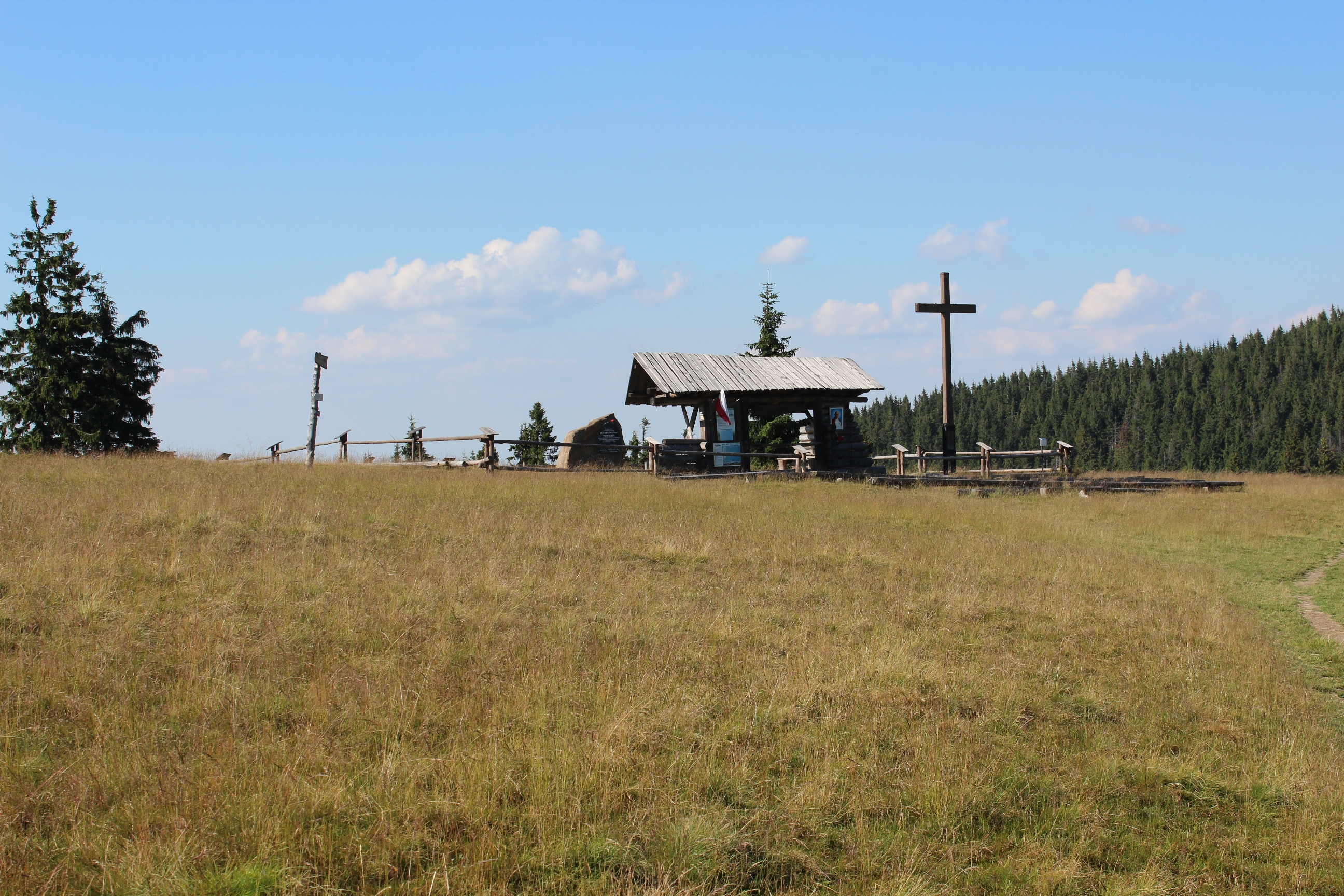
Hala Turbacz
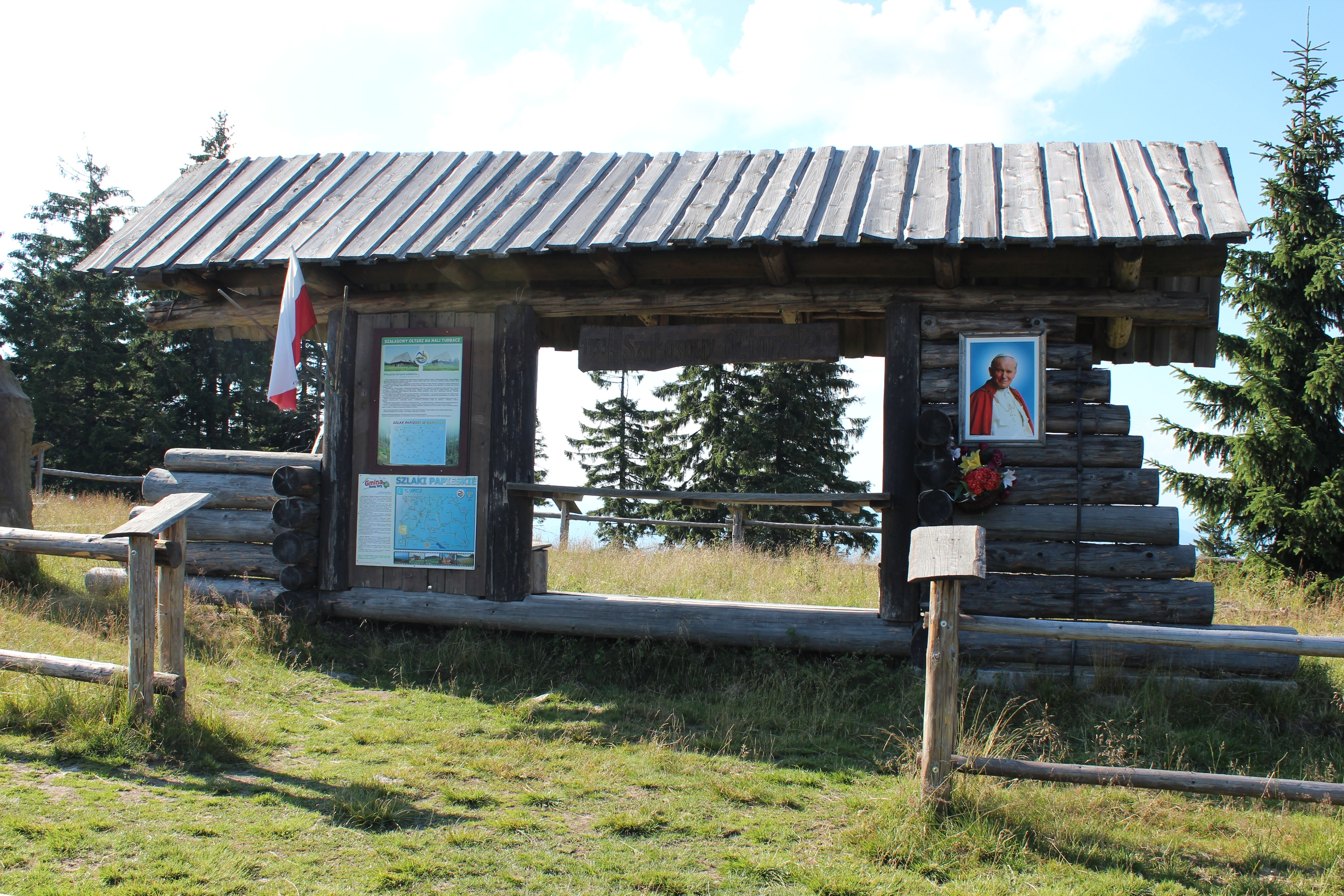
Szałasowy Ołtarz
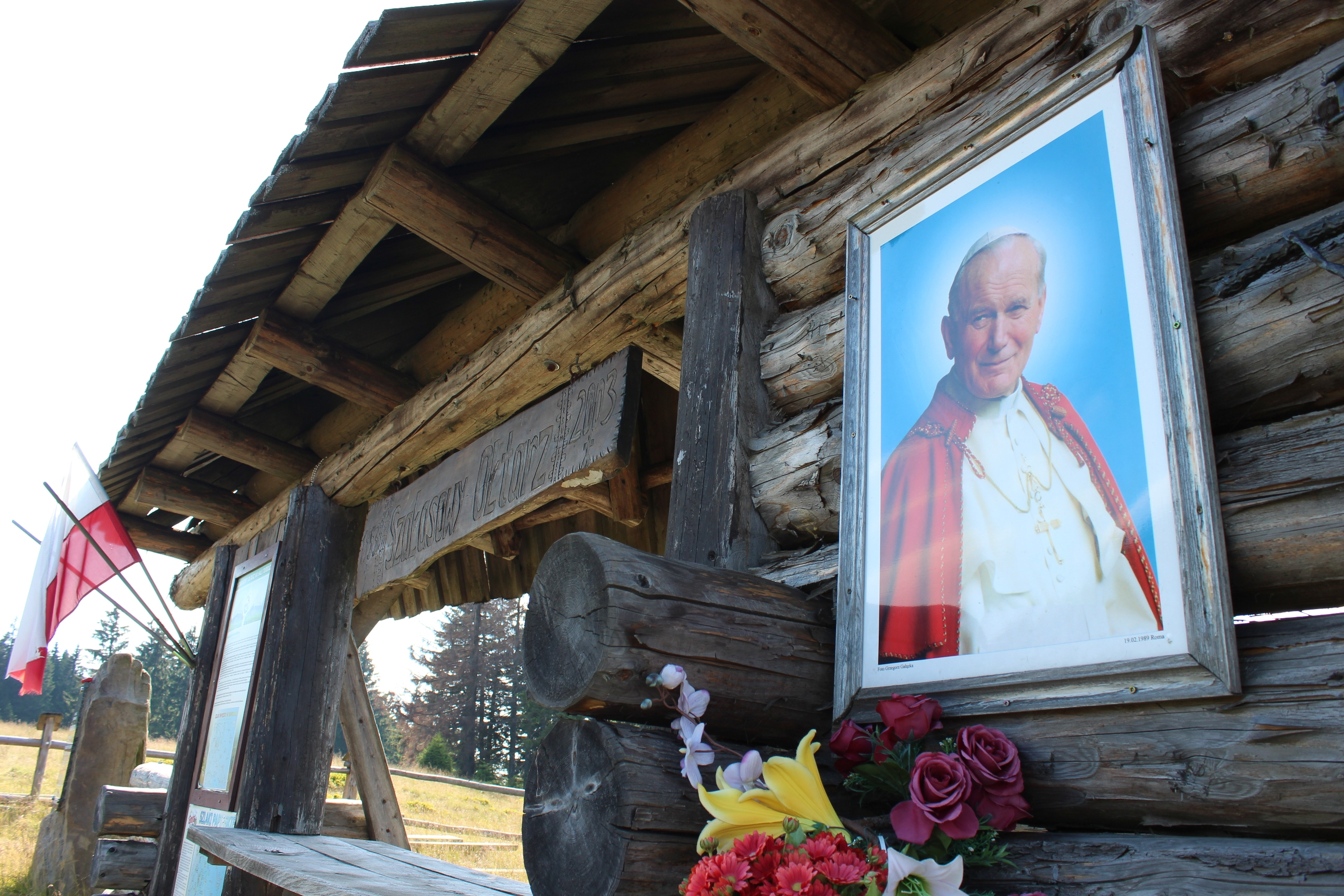
Portret Jana Pawła II na ołtarzu
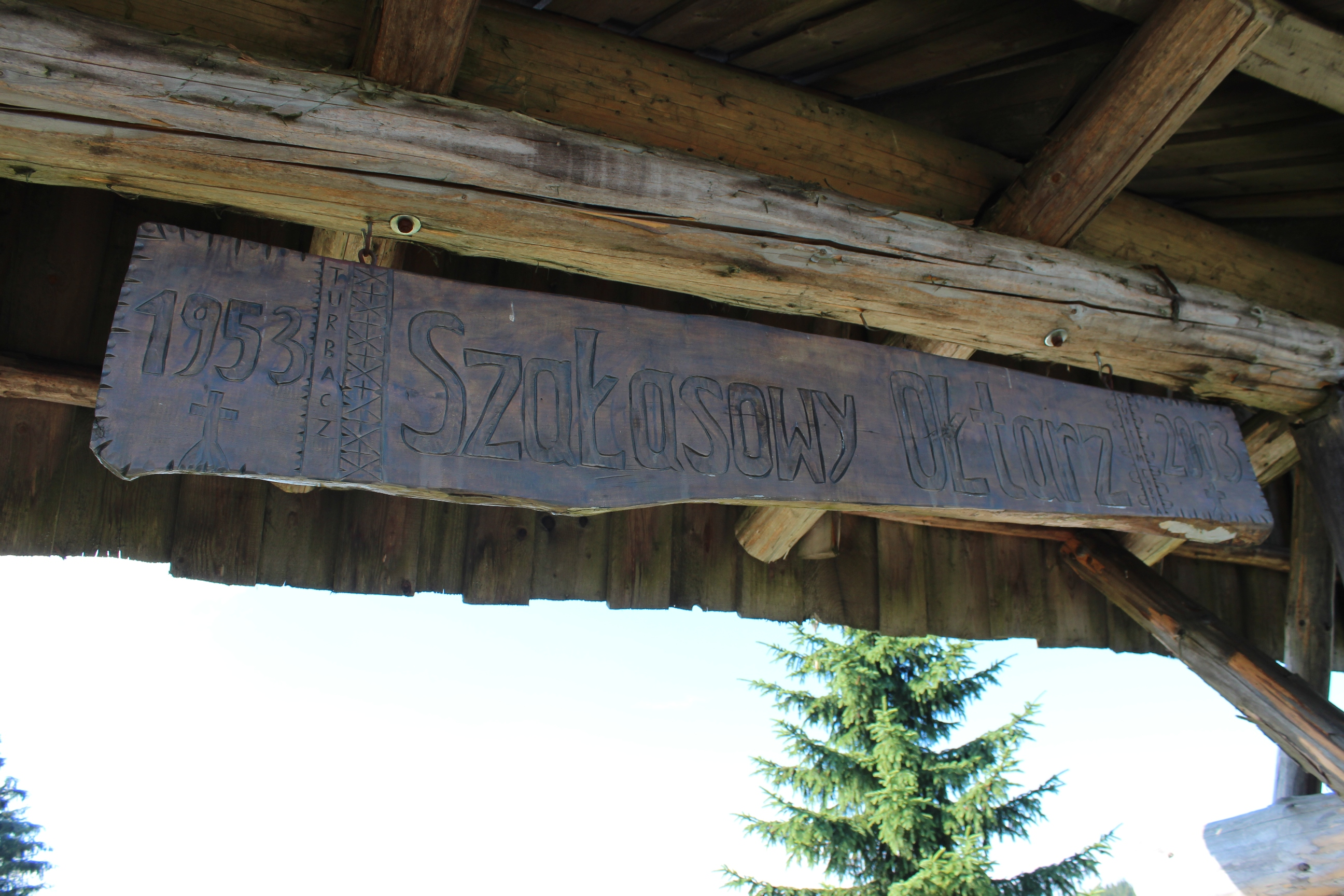
Napis nad bramą ołtarza
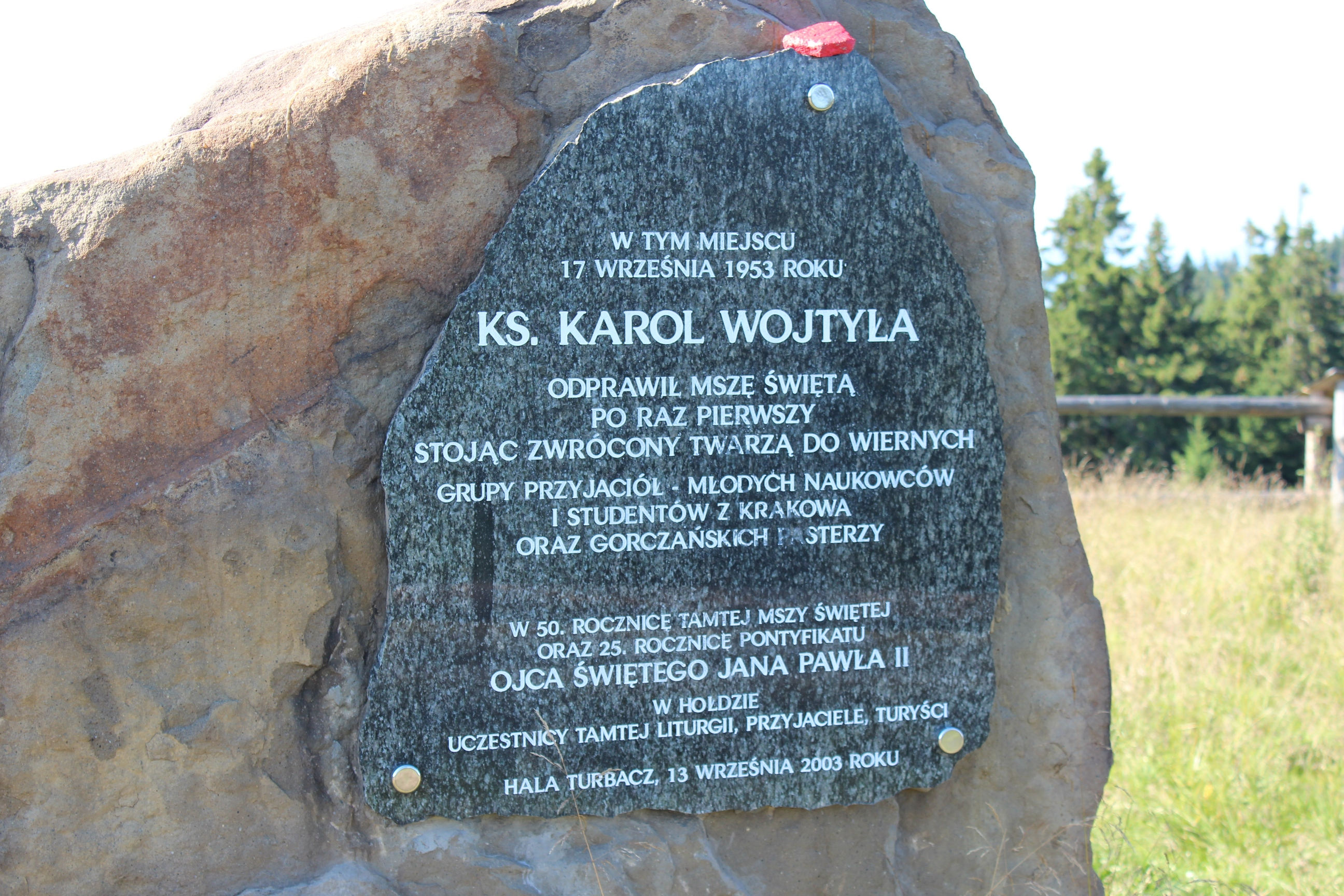
Głaz z tablicą pamiątkową